# Lennart Lynge Larsen
Lennart Lynge Larsen (født 15. oktober 1974 på Frederiksberg) er en tidligere dansk professionel fodboldspiller, hvis primære position på banen var i forsvaret og sekundært på den defensive midtbane. I starten af sin spillerkarriere optrådte han i en position som angriber.

## Spillerkarriere

### Klubkarriere
Lynge Larsen startede som syv-årig i den lokale fodboldklub Kjøbenhavns Boldklub, hvor han fik sin fodboldopdragelse og endte med at spille der i hele sin ungdom. Med Frederiksberg-klubben var Lynge Larsen blandt andet med til at blive Danmarksmester for miniputter i 1984. Som 18-årig fortsatte han som senior i barndomsklubben, men skiftede kort tid efter som ungsenior til Superligaklubben Brøndby IF, hvor han imidlertid kun opnåede spilletid på andetholdet i serierne.
I 1997 valgte han derfor at fortsætte sin spillerkarriere i 1. divisionsklubben Ølstykke FC. Tiden hos Ølstykke FC viste sig senere at blive problematisk. I 1999 blev Larsen sammen med seks andre ØFC-spillere taget af skattevæsenet ved en aktion efter den statslige myndighed blev gjort opmærksom på at spillerne aflønnedes med penge under bordet af fodboldklubben. Aflønningen var kommet i form af uretmæssige godtgørelser for kørsel til og fra træning samt kampe, hvilket betød en ekstra indtægt for spillerne og betydeligt lavere lønudgifter for klubben. Dette skete udenom de statslige myndigheders viden, som samlet ønskede en tilbagebetaling på godt 250.000 kroner fra spillerne og uden at klubberne blev holdt økonomisk ansvarlige. Larsen udtalte i denne forbindelse, at han på daværende tidspunkt ikke kendte til de skattemæssige regler og blot fulgte klubledelsens vejledning.
Det kommende år skiftede Lynge Larsen til Lyngby FC, som han endte med at spille over 100 kampe for på henholdsvis klubbens førstehold i Superligaen, pokalturneringen samt Europacuppen. Den venstrebenede Larsen havde hidtil spillet som angriber, men blev i tiden hos Lyngby FC omskolet til en position som venstre back eller venstrekantspiller på midtbanen, som han sidenhen har spillet.
1. divisionsklubben Boldklubben Frem hentede Lynge Larsen til klubben efter Lyngby FC's konkurs i midten af december 2001. Lynge Larsen debuterede for Fremmerne den 17. marts 2002 på hjemmebane mod Skive IK i kamp, der blev vundet med cifrene 3-0, mens hans sidste kamp blev spillet den 9. juni 2002 i Odense mod B1909 og blev vundet 2-1.
Efter tiden i Valby-klubben, og færdiggørelsen af sin uddannelse til bygningsingeniør i sommeren 2002, havde Lynge Larsen en kort udlandskarriere i italiensk fodbold med Serie C1-klubben Varese FC (oprindeligt på en to-årig kontrakt sammen med angriberen Anders Nielsen), hvor han blev noteret for samlet seks kampe. Opholdet i Italien blev imidlertid ikke nogen større spillemæssig succes og hans spillerkontrakt blev ophævet af klubledelsen efter en halv sæson.
I løbet af vinterpausen 2002/2003 vendte Lynge Larsen tilbage til Danmark og Akademisk Boldklub, på daværende tidspunkt placeret i den bedste fodboldrække, hvor han fik spillet i alt syv ligakampe (ingen scoringer) i foråret 2003. Forinden var klubskiftet dog foregået så hurtigt, at han spillede de to første kampe uden AB havde fået bragt spillerlicensen i orden, hvilket Dansk Boldspil-Union (DBU) takserede til to 0-3 skrivebordsnederlag grundet hans status som ulovlig spiller til trods for at AB allerede havde tabt disse kampe på banen. Den 29. maj 2003 beskadigede Lynge Larsen et ledbånd samt menisken i det venstre knæ (korsbåndsskade), hvis medførte en større knæoperation i august samme år og efterfølgende en flere måneder lang skadespause og genoptræningsperiode. Lynge Larsen endte med ikke at spille nogen kampe i 2003/04-sæsonen, der endte med at Gladsaxe-klubben rykkede ned i den næstbedste række. Der skulle endnu en knæoperation til i juni 2004 før han kunne få sit comeback på fodboldbanen i efteråret 2004.
Lynge Larsen skiftede dernæst til ABs tidligere Superliga-kollegaer fra Viborg FF før han på ny forsøgte sig med en udlandskarriere i tyske Rot-Weiss Essen (med Bjarne Goldbæk og Peter Foldgast i spillertruppen) i januar 2005 på en to-årig kontrakt. Lynge Larsen nåede at spille 11 ligakampe og en enkelt DFB-Pokal kamp for den vesttyske fodboldklub i hele 2005 – først i 2. Bundesligaen og (efter nedrykningen) sidenhen i Regionalliga Nord. Lynge Larsen fik efter eget ønske ophævet sin spillerkontrakt med holdet den 31. januar 2006 grundet manglende spilletid på førsteholdet i efterårssæsonen 2005, hvor han fortrinsvist blev benyttet på klubbens andethold i den sjettebedste tyske fodboldrække og kun spillede en enkel kamp i Regionalligaen.
Samme dag, kort tid inden transfervinduet lukkede i januar 2006, som fritstillelsen af RWE gik igennem, skiftede han til 1. divisionsklubben Vejle Boldklub på en halvårig kontrakt, hvilket i sommeren samme år blev forlænget med yderligere et år.) Lynge Larsen deltog i 19 officielle kampe for VB, som han var med til at spille op i den bedste række i 2006/07-sæsonen efter Vejle Boldklub havde vundet 1. division i 2005/06-sæsonen. Godt otte måneder efter ankomsten afskedigedes han imidlertid for brud på spillerkontrakten efter at have deltaget i en fodboldkamp ved et årligt tilbagevendende privat arrangement for tidligere Lyngby Boldklub-spillere den første weekend i september uden klubbens tilladelse. Klubbens ledelse blev gjort opmærksom på situationen af en nyhedsudsendelse fra TV 2. Deltagelsen fandt sted på trods af at defensivspilleren ikke var spilleklar, da han plejede en skade og han umiddelbart stod foran en kommende operation den 5. september på Vejle Sygehus. En efterfølgende underskiftsindsamling som protest fra spillertruppen og et uformelt møde med Spillerforeningens direktør Mads Øland ændrede ikke på ledelsens synspunkt.
Lyngby Boldklubs førsteholdsspillere havde opstart på træningen den 8. januar 2007, hvor han valgte at træne med efter aftale med LB's cheftræner. Lynge Larsen havde dog kun udsigt til en status som amatør på Superliga-holdet. Dagen før forårssæsonpremieren skrev han derfor under på en kortvarig kontrakt med 1. divisionsklubben Køge Boldklub, hvor han nåede at deltage i 12 divisionskampe. På trods af overvejelser om et karrierestop og påbegynde et job i det private erhvervsliv, skiftede Lynge Larsen, der er uddannet ingeniør, i sommerpausen 2007 til den netop nedrykkede 2. divisionsklub Fremad Amager på en et-årig kontrakt. Han debuterede på amagerkanernes førstehold den 5. august samme år på udebane i Sundby Idrætspark i forbindelse med en 2. divisionskamp mod lokalrivalerne fra B 1908.

### Landsholdskarriere
Lynge Larsen er noteret for tre optrædener på ynglinge-landsholdet i 1992 som repræsentant for Kjøbenhavns Boldklub. Kampene blev spillet indenfor en to måneders periode mod henholdsvis Norge (venskabskamp) og Tjekkoslovakiet (to EM-kvalifikationskampe).

## Titler/hæder

### Klub
- Vejle Boldklub:
  - Vinder af 1. division 2005/06

## Fodnoter og referencer
1. ↑  14 – Lennart Lynge Larsen Arkiveret 21. juli 2006 hos  Wayback Machine The Crazy Reds, Hentet 25. november 2007.
2. ↑  René P. Knudsen (27. oktober 2004). "SAS Liga-spiller fik penge under bordet". footballworld.dk. Hentet 25. november 2007.
3. ↑  Klub 100 (Webside ikke længere tilgængelig) lyngby-boldklub.dk, Hentet 25. november 2007.
4. 1 2  Jf. Palle "Banks" Jørgensen: "Landsholdenes 2198 Spillerprofiler – fra Krølben til Krøldrup", Tipsbladet, 2004, ISBN 87-89564-04-9, side 210.
5. ↑  Spillertrup – Arkiv – Lennart Lynge Larsen Arkiveret 5. marts 2016 hos  Wayback Machine bkfrem.dk, Hentet 25. november 2007.
6. 1 2  "Lennart Lynge skifter til Vejle". bold.dk. 1. februar 2006. Hentet 25. november 2007.
7. ↑  "Lennart Lynge Larsen til AB". bold.dk. 4. marts 2003. Hentet 25. november 2007. (Webside ikke længere tilgængelig)
8. ↑  Danmarksturneringen 2002/2003 SAS Ligaen Arkiveret 11. november 2007 hos  Wayback Machine haslund.info, Hentet 25. november 2007.
9. ↑  "Lynge snart på banen igen". bold.dk. 4. marts 2004. Hentet 25. november 2007. (Webside ikke længere tilgængelig)
10. ↑  "Lynge Larsen tæt på comeback". netsuperligaen.dk. 3. marts 2004. Hentet 25. november 2007.{{cite news}}:  CS1-vedligeholdelse: url-status (link)
11. ↑  "Lynge klar". Fyens Stiftstidende. 10. oktober 2004. Arkiveret fra originalen 7. marts 2016. Hentet 25. november 2007.
12. ↑  "Lennart Lynge til tysk fodbold". bold.dk. 16. januar 2005. Hentet 25. november 2007.
13. ↑  "RWE: Nächster Däne für Gelsdorf: Lennart Lynge Larsen". reviersport.de. 16. januar 2005. Hentet 25. november 2007.
14. ↑  "Lennart Lynge Larsen kommt zu RWE". Kicker. 16. januar 2005. Hentet 25. november 2007.
15. ↑  Lennart Lynge Larsen – Spiele (Webside ikke længere tilgængelig) weltfussball.de, Hentet 25. november 2007.
16. ↑  "Lennart Lynge færdig i Essen". bold.dk. 31. januar 2006. Hentet 25. november 2007.
17. ↑  "Lennart Lynge vil hjem til SAS Ligaen". bold.dk. 14. december 2005. Hentet 25. november 2007.
18. ↑  "Vejle Boldklub forlænger samarbejdet med Lennart Lynge Larsen" (Pressemeddelelse). Vejle Boldklub Elitefodbold A/S. 30. maj 2006. Hentet 25. november 2007.{{cite news}}:  CS1-vedligeholdelse: url-status (link)
19. ↑  Statistik – Spillere – Lennart Lynge Larsen Arkiveret 12. oktober 2007 hos  Wayback Machine vejle-boldklub.dk, Hentet 25. november 2007.
20. ↑  Torsten Kjems Hansen (7. september 2006). "Lennart Lynge: Det var ren mandehørm". Tipsbladet. Hentet 25. november 2007.{{cite news}}:  CS1-vedligeholdelse: url-status (link)
21. ↑  Niels O. Hansen (6. september 2006). "Vejle fyrer Lennart Lynge Larsen". B.T. Hentet 25. november 2007.{{cite news}}:  CS1-vedligeholdelse: url-status (link)
22. ↑  Peter Fiilsø Jensen (6. september 2006). "Lennart Lynge Larsen fyret i Vejle". DR. Hentet 25. november 2007.
23. ↑  /ritzau/ (16. september 2006). "Vejle holder fast trods kritik". DR. Hentet 25. november 2007.
24. ↑  "Lennart Lynge til Køge". lyngby-boldklub.dk. 31. marts 2007. Hentet 25. november 2007.{{cite news}}:  CS1-vedligeholdelse: url-status (link)
25. ↑  "Køge skriver med Lennart Lynge". bold.dk. 1. april 2007. Hentet 25. november 2007.
26. ↑  Køge Boldklub – førsteholdet kamp for kamp i sæsonen 2006/07 Arkiveret 4. marts 2016 hos  Wayback Machine koge-boldklub.dk, Hentet 25. november 2007.
27. ↑  "Lennart Lynge overvejer karrierestop". bold.dk. 4. juli 2007. Hentet 25. november 2007.
28. ↑  "Lennart Lynge skifter til Fremad Amager". bold.dk. 31. juli 2007. Hentet 25. november 2007.